# Krasnoznamensk
Krasnoznamensk (ruski: Краснознаменск) – zatvoreni grad u Rusiji, Moskovska oblast. Površina  — 5,826 km². Stanovništvo 31,300. 
Grad se prije zvao Golicino-2, a osnovan je 1981.godine. U Krasnoznamensku se nalazi kontrola leta i Svemirski centar Germana S. Titova koji služi za kontrolu gotovo svih civilnih i vojnih ruskih satelita, kao i za lansiranje balističkih raketa.
U travnju 2003. godine u Krasnoznamensku se održao sastanak između ruskog predsjednika Vladimira Putina i francuskog Jacquesa Chiraca koji su razgovarali o suzbijanju terorizma.  Chirac je bio prvi strani predsjednik koji je bio pozvan u Krasnoznamensk, jedan od najtajnijih strateških ruskih gradova.